# Josephine Suhr
Josephine Suhr (* 20. März 1997), zwischenzeitlich Josephine Dörr, ist eine deutsche Volleyballspielerin, welche vereinzelt auch im Beachvolleyball aktiv ist.

## Karriere
Josephine Suhr spielte in ihrer Jugend beim SC Potsdam. Parallel dazu wurde sie zunächst ab 2011 beim VC Olympia Dresden und ab 2013 beim VC Olympia Berlin ausgebildet, bei dem sie zwischen 2014 und 2016 zum Kader des Vereins in der Bundesliga gehörte. Ihr Debüt in der Bundesliga gab sie in der Saison 2014/15 am 21. Dezember 2014 beim Spiel gegen die VolleyStars Thüringen, nachdem sie bereits zuvor bei zwei Spielen im Kader gestanden war. Während der Saison 2015/16 änderte sich ihr Name von Josephine Dörr zu Josephine Suhr, da sie ihren Geburtsnamen wieder annahm. Nach ihrer zweiten Spielzeit beim VC Olympia Berlin endete ihre dortige Volleyball-Ausbildung und sie schloss sich der zweiten Mannschaft des Köpenicker SC an, welche in der Nordstaffel der 2. Bundesliga spielte. Mit der Mannschaft beendete sie die Saison 2016/17 auf den vierten Platz. Da der Verein aus Köpenick sowohl seine erste Mannschaft als auch seine zweite Mannschaft vom Spielbetrieb zurückzog, wechselte Josephine Suhr fast mit der gesamten Mannschaft zum Berlin Brandenburger Sportclub, welcher zu dieser Saison aus der Dritten Liga in die 2. Bundesliga aufstieg. Sie verbrachte insgesamt drei Spielzeiten bei diesem Verein und belegte mit dem Verein beim coronabedingten Abbruch der Saison 2019/20 den zweiten Platz.
Nach der Saison entschied sich Josephine Suhr dazu, in den professionellen Volleyball zu wechseln und spielte seitdem jeweils eine Spielzeit für Groupe E Valtra aus der Schweiz, für CV Sayre CC La Ballena aus Spanien und für Municipal olympique Mougins Volley-ball aus Frankreich. Zur Saison 2023/24 wechselte sie innerhalb von Frankreich zum Rennes Étudiants Club.